# برناردو فولها
برناردو فولها (بالإنجليزية: َBernardo Folha)‏ (من مواليد 23 مارس 2002 في البرتغال) هو لاعب كرة قدم برتغالي يلعب حالياً في نادي الوحدة الإماراتي كلاعب وسط.

## مسيرة اللاعب
لعب في الفئات السنية في نادي بورتو ووقع مع نادي الوحدة الإماراتي في عام 2024.

## روابط خارجية
برناردو فولها على موقع الاتحاد الأوربي (الإنجليزية)
- برناردو فولها على موقع قاعدة بيانات كرة القدم.إي يو (الإنجليزية)
- برناردو فولها على موقع Soccerway.com (الإنجليزية)